# 南坪步行街
南坪步行街，位于南岸区南坪，是重庆市主城区五大商圈之一的商业步行街。

## 历史
南坪步行街不仅指一条街，而是南坪多条商业街的总称。依靠石板坡长江大桥、复线桥、菜园坝长江大桥与渝中区相连，也通过鹅公岩大桥与九龙坡区连接。
南坪步行街目前已经拥有上海城、浪高凯悦、帝景摩尔、盛汇广场、CITY城市广场、万达广场、天龙广场、协信星光时代广场、亿象城、潮流前线等购物中心和地下街。龙湖江岸天街目前工程尚未完工。